# 毛丁香
毛丁香（学名：Syringa tomentella）是木犀科丁香属的植物。分布在中国四川等地，生长于海拔2,500米至3,500米的地区，多生在山坡丛林、林下、林缘、沟边以及山谷灌丛中。